# Louisa (Kentucky)
Louisa é uma cidade localizada no estado americano de Kentucky, no Condado de Lawrence.

## Demografia
Segundo o censo americano de 2000, a sua população era de 2018 habitantes.
Em 2006, foi estimada uma população de 2070, um aumento de 52 (2.6%).

## Geografia
De acordo com o United States Census Bureau tem uma área de
3,6 km², dos quais 3,5 km² cobertos por terra e 0,1 km² cobertos por água. Louisa localiza-se a aproximadamente 224 m acima do nível do mar.

## Localidades na vizinhança
O diagrama seguinte representa as localidades num raio de 32 km ao redor de Louisa.